# 무안 화설당
무안 화설당(務安 花雪堂)은 대한민국 전라남도 무안군 청계면 사마리에 있는 건축물이다. 2009년 3월 20일 전라남도의 문화재자료 제271호로 지정되었다.

## 개요
무안 화설당은 유운(柳運, 1580~1643)이 1610년경에 건립했는데 명칭은 1612년 겨울에 나주 목사 박동렬(1564-1622)이 수은 강항(1567-1618)과 찾아와 겨울인데도 동백꽃이 있어서 화설이라 하고 시 1수를 남긴데서 연유한다. 강항은 화설당기(花雪堂記)를 남기며, 송시열(1607~1689)이 판액을 썼다. 1728년, 1869년에 중수하였다. 건축 구성에 있어서도 다른 정자와 평면형식이 구별된다. 즉 완전한‘一’자형으로 좌로부터 방, 방, 대청 2칸 순으로 꾸며져 있고 전·후로 모두 툇마루를 설치하였다. 특히 좌측 방에는 이 지역 민가에서 볼 수 있는 ‘봉창’도 설치하였다.
무안 화설당은 1600년대 건립하여 뒤에 개수한 건물로 강학 교류 공간으로서 중요한 유적지이며 관련인물이나 자료 등에 있어서도 오래된 유서가 있는 역사성과 평면구성상의 특징이 나타나 비교연구할 수 있는 학술성의 측면에서 가치가 있다.

## 참고 문헌
- 무안화설당 - 국가유산청 국가유산포털